# جوشوا أوبنهايمر
جوشوا أوبنهايمر (بالإنجليزية: Joshua Oppenheimer)‏ هو منتج أفلام ومخرج أمريكي، ولد في 23 سبتمبر 1974 في تكساس في الولايات المتحدة.

## وصلات خارجية
- جوشوا أوبنهايمر على موقع IMDb (الإنجليزية)
- جوشوا أوبنهايمر على موقع مونزينجر (الألمانية)
- جوشوا أوبنهايمر على موقع ألو سيني (الفرنسية)
- جوشوا أوبنهايمر على موقع أول موفي (الإنجليزية)
- جوشوا أوبنهايمر على موقع قاعدة بيانات الأفلام السويدية (السويدية)
- جوشوا أوبنهايمر على موقع قاعدة بيانات الفيلم (الإنجليزية)
- جوشوا أوبنهايمر على موقع كينوبويسك (الروسية)